# Esslingeriana idahoensis
Esslingeriana idahoensis är en lavart som först beskrevs av Essl., och fick sitt nu gällande namn av Hale & M. J. Lai. Esslingeriana idahoensis ingår i släktet Esslingeriana och familjen Parmeliaceae.   Inga underarter finns listade i Catalogue of Life.